# غرايم فاريل
غرايم فاريل (بالإنجليزية: Graeme Farrell)‏ (4 فبراير 1943 بأديلايد في أستراليا - 25 يوليو 2013) هو لاعب كريكت أسترالي. لعب مع فريق جنوب أستراليا للكريكت ‏.

## وصلات خارجية
- غرايم فاريل على موقع إي آس بي آن كريك إنفو (الإنجليزية)